# Alternaria
Alternaria Nees, Syst. Pilze, Suppl. (Würzburg): 72 (1816).
Alternaria è un genere di funghi che comprende specie che causano un tipo di muffa, particolarmente diffusa in Italia, che cresce su frutta e verdura in decomposizione e in ambienti particolarmente umidi (caratterizzati da una temperatura che varia tra i 18° e i 32° ed un tasso di umidità superiore al 65%) rilasciando le sue spore soprattutto su carta da parati, tappeti e terriccio.
È una delle principali cause di reazioni allergiche quali asma, congiuntivite, rinite e dermatiti.
L'insorgenza degli attacchi avviene principalmente tra metà luglio e settembre, periodo nel quale si ha la massima concentrazione di spore nell'aria, ma in generale il rischio sussiste a temperature superiori ai 18 °C.

## Specie
Il genere Alternaria comprende specie saprofite e specie parassite; queste ultime causano svariate patologie soprattutto su piante erbacee. Dal punto di vista fitopatologico le specie più importanti di questo fungo sono:
- Alternaria alternata
- Alternaria brassicae
- Alternaria circinans
- Alternaria citri
- Alternaria cucumerina
- Alternaria dianthi
- Alternaria fici
- Alternaria macrospora
- Alternaria porri
- Alternaria solani
- Alternaria tenuis (specie tipo)
- Alternaria tabacina
- Alternaria zinniae

## Patologia

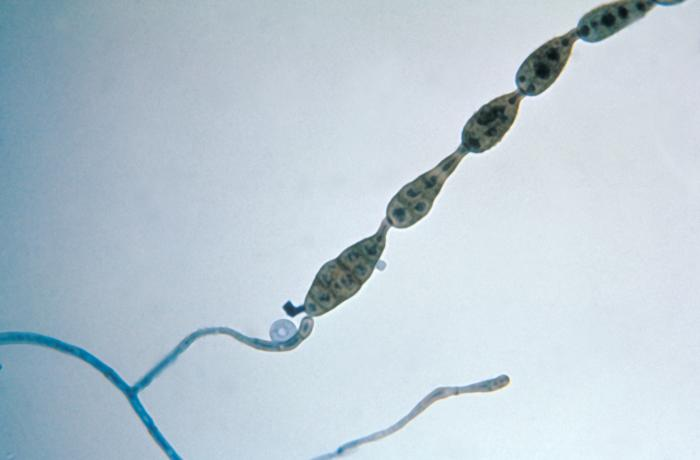
Catena di conidi di Alternaria sp.

Le spore di Alternaria sono di ridottissime dimensioni e, similarmente ai pollini, vengono inalate facilmente provocando allergia in soggetti intolleranti.

### Sintomatologia
Le affezioni da alternaria provocano:
- Tosse
- Irritazione agli occhi (congiuntivite allergica)
- Disturbi respiratori
- Rinite
- Problemi cutanei

### Consigli generali
- Conservare in maniera adeguata gli alimenti in cucina
- Non accatastare legni e materiale in luoghi umidi
- Effettuare frequentemente la manutenzione degli impianti di condizionamento
- Utilizzare, se possibile, un deumidificatore
- Evitare alimenti ricchi di muffe come formaggi stagionati, sottaceti, cibi affumicati e frutta secca

### Pubblicazioni scientifiche sul genere Alternaria
- Anderson, B., Kroger, E. & Roberts, R.G. 2001. Chemical and morphological segregation of Alternaria alternata, A. gaisen and A. longipes. Mycological Research 105:291-299.
- Anderson, B., Kroger, E. & Roberts, R.G. 2002. Chemical and morphological segregation of Alternaria arborescens, A. infectoria and A. tenuissima species-groups. Mycological Research 106:170-182.
- Anderson, B. and Thrane, U. 1996. Differentiation of Alternaria infectoria and Alternaria alternata based on morphology, metabolite profiles, and cultural characteristics. Canada Journal Microbiology 42:685-689.
- Aradhya, M.K., Chan, H.M. & Parfitt, D.E. 2001. Genetic variability in the pistachio late blight fungus, Alternaria alternata. Mycological Research 105:300-306.
- Chou H.H., and Wu W.S. 2002. Phylogenetic analysis of internal transcribed spacer regions of the genus Alternaria, and the significance of filament-beaked conidia. Mycological Research 106:164-169.
- Cooke, D.E.L., Forster, J.W., Jenkins, P.D., Jones, D.G. & Lewis, D.M. 1998. Analysis of intraspecific and interspecific variation in the genus Alternaria by the use of RAPD-PCR. Annals Applied Biology 132:197-209.
- Elliott, John A. 1917. Taxonomic characters of the genera Alternaria and Macrosporium. American Journal of Botany. 4:439-476.
- Groves, J.W. and Skolko, A.J. 1944. Notes on seed borne fungi II Alternaria. Canadian Journal of Research 22:217-234.
- de Hoog, G.S. and Horre, R. 2002. Molecular taxonomy of the Alternaria and Ulocladium species from humans and their identification in the routine laboratory. Mycoses 45:259-276.
- Jasalavich, C.A., Morales, V.M., Pelcher, L.E. & Seguin-Swartz, G. 1995. Comparison of nuclear ribosomal DNA sequences from Alternaria species pathogenic to crucifers. Mycological Research 99:604-614.
- Kusaba, M., and Tsuge, T. 1995. Phylogeny of Alternaria fungi known to produce host-specific toxins on the basis of variation in internal transcribed spacers of ribosomal DNA. Current Genetics 28:491-498
- Kusaba, M., Tsuge, Takashi. 1994. Nuclear ribosomal DNA variation and pathogenic specialization in Alternaria fungi known to produce host-specific toxins. Applied and Environmental Microbiology 60:3055-3062.
- McKay, G.J., Brown, A.E., Bjourson, A.J. & Mercer, P.C. 1999. Molecular characterisation of Alternaria linicola and its detection in linseed. European Journal of Plant Pathology 105:157-166.
- Peever, T.L., Ibanez, A., Akimitsu, K. & Timmer, L.W. 2002. Worldwide phylogeography of the citrus brown spot pathogen, Alternaria alternata. Phytopathology. 92: 794-802.
- Pryor, B. M., and Lichailides, T.J. 2002. Morphological, pathogenic, and molecular characterization of Alternaria isolates associated with Alternaria late blight of pistachio. Phytopathology 92:406-416.
- Pryor, Barry M., and Gilbertson, Robert L. 2002.Relationships and taxonomic status of Alternaria radicina, A. carotiincultae, and A. petroselini based upon morphological, biochemical, and molecular characteristics. Mycologia 94: 49-61.
- Pryor, Barry M., and Gilbertson, Robert L. 2000. Molecular phylogenetic relationships amongst Alternaria species and related fungi based upon analysis of nuclear ITS and mt SSU rDNA sequences. Mycological Research 104:1312-1321.
- Roberts, R.G., Reymond, S.T. & Anderson, B. 2000. RAPD fragment pattern analysis and morphological segregation of small-spored Alternaria species and species group. Mycological Research 104:151-160.
- Sharma T.R. and Tewari, J.P.1998. RAPD analysis of three Alternaria species pathogenic to crucifers. Mycological Research 120:807-814.
- Simmons, Emory G. 1967. Typification of Alternaria, Stemphylium, and Ulocladium. Mycologia 59:67-92.
- Simmons, Emory G. 1981. Alternaria themes and variations. Mycotaxon 13:16-34.
- Simmons, Emory G. 1982. Alternaria themes and variations (7-10). Mycotaxon 14:17-43.
- Simmons, Emory G. 1982. Alternaria themes and variations (11-13). Mycotaxon 14:44-57.
- Simmons, Emory G. 1986. Alternaria themes and variations (14-16). Mycotaxon 25:195-202.
- Simmons, Emory G. 1986. Alternaria themes and variations (17-21). Mycotaxon 25:203-216.
- Simmons, Emory G. 1986. Alternaria themes and variations (22-26). Mycotaxon 25:287-308.
- Simmons, Emory G. 1990. Alternaria themes and variations (27-53). Mycotaxon 37:79-119.
- Simmons, Emory G. 1993. Alternaria themes and variations (54-62). Mycotaxon 46:171-199.
- Simmons, Emory G. 1993. Alternaria themes and variations (63-72). Mycotaxon 48:91-107.
- Simmons, Emory G. 1993. Alternaria themes and variations (73). Mycotaxon 48:109-140.
- Simmons, Emory G. 1994. Alternaria themes and variations (74-105). Mycotaxon 50:219-270.
- Simmons, Emory G. 1994. Alternaria themes and variations (106-111). Mycotaxon 50:409-427.
- Simmons, Emory G. 1995. Alternaria themes and variations (112-144). Mycotaxon 55:55-163.
- Simmons, Emory G. 1996. Alternaria themes and variations (145-149). Mycotaxon 57:391-409.
- Simmons, Emory G. 1996. Alternaria themes and variations (150). Mycotaxon 59:319-335.
- Simmons, Emory G. 1997. Alternaria themes and variations (151-223). Mycotaxon 65:1-91.
- Simmons, Emory G. 1998. Alternaria themes and variations (226-235). Mycotaxon 70:263-323.
- Simmons, Emory G. 1999. Alternaria themes and variations (236-243). Mycotaxon 70:325-369.
- Simmons, Emory G. 2000. Alternaria themes and variations (244-286). Mycotaxon 75:1-115.
- Tsuge, T., Kobayashi, H. & Nishimura, S. 1989. Organization of ribosomal RNA genes in Alternaria alternata Japanese pear pathotype, a host-selective AK-toxin-producing fungus. Current Genetics 16:267-272.
- Weir, T.L., Huff, D.R., Christ, B.J. & Romaine, C.P. 1998. RAPD-PCR analysis of genetic variation among isolates of Alternaria solani and Alternaria alternata from potato and tomato. Mycologia 90:813-821.
- Wiltshire, S.P. 1933. The foundation species of Alternaria and Macrosporium. Transactions British Mycological Society 18:135-160.
- Zhang, Tian-Yu and Zhang, Jing-Ze. 1999. Taxonomic studies of Alternaria from China: New species and new records to China on Cruciferae, Cucurbitaceae, and Euphorbiaceae. Mycotaxon 72:423-432.
- Zhang, T.Y., Zhang, J.Z., Chen, W.Q., Ma, X.L. & Gao, M.X. 1999. Taxonomic studies of Alternaria from China: New taxa on Fagaceae, Magnoliaceae, Meliaceae, and Moraceae. Mycotaxon 72: 433-441.
- Zhang, T.Y. 1999. Taxonomic studies of Alternaria from China: New species and new records on Gramineae, Iridiaceae, and Liliaceae. Mycotaxon 72:443-453.